# Trolejbusy w Cleethorpes
Trolejbusy w Cleethorpes – zlikwidowany system trolejbusowy w mieście Cleethorpes, w hrabstwie Lincolnshire, w Anglii, w Wielkiej Brytanii. Został uruchomiony 18 lipca 1937 r. i zastąpił część systemu tramwajowego miast Cleethorpes i Grimsby. Trolejbusy zlikwidowano 4 czerwca 1960 r.
Na tle pozostałych, nieistniejących już systemów trolejbusowych w Wielkiej Brytanii, system w Cleethorpes był bardzo mały: obejmował tylko jedną trasę, maksymalnie eksploatowano 13 trolejbusów. Obsługiwany był razem z systemem trolejbusowym w Grimsby.

## Historia
Cleethorpes było obsługiwane przez linię tramwajową od 1877 r., kiedy to przedsiębiorstwo Great Grimsby Street Tramways, które działało w Grimsby od 1881 r., przedłużyło swoją główną linię tramwaju konnego przez granicę miasta i wzdłuż Grimsby Road, aby zakończyć ją na skrzyżowaniu z Poplar Road. 7 grudnia 1901 r. tramwaje konne zastąpiono elektrycznymi. Tramwaje pozostawały własnością prywatną aż do 1922 r., kiedy Grimsby Corporation skorzystała ze swoich praw wynikających z ustawy o liniach tramwajowych z 1870 r., aby wykupić część systemu znajdującą się na terenie miasta. Negocjacje trwały prawie trzy lata, aż 6 kwietnia 1925 r. zapłacono przedsiębiorstwu tramwajowemu 109 848 funtów i przejęto 70% systemu oraz 13 tramwajów, pozostawiając mu zaledwie 1,9 mi (3,06 km) w Cleethorpes, niektóre tramwaje i główną zajezdnię. 3 października 1926 r. Grimsby Corporation zlikwidowała linię tramwajową z Riby Square do Welholme Road i zastąpiła ją trolejbusową, przedłużając ją jednocześnie do Weelsby Road. Główna trasa tramwajowa z Grimsby do Cleethorpes pozostała wspólną własnością Grimsby Corporation i firmy Great Grimsby Street Tramways.
W 1928 r. miasto Cleethorpes na mocy uchwały rady miasta z tego samego roku otrzymało prawo do prowadzenia ruchu tramwajowego na swoim terenie, co umożliwiło miastu przejęcie tramwajowej linii podmiejskiej i przekształcenie jej w trolejbusową. Nie podjęto natychmiast żadnych działań, ale w 1932 r. przedsiębiorstwo Great Grimsby Street Tramways poważnie rozważało możliwość uruchomienia w Cleethorpes trolejbusów zamiast tramwajów i zawarło porozumienie z Grimsby Corporation, które zakładało, że jeśli dokona konwersji swojej część wspólnej podmiejskiej trasy tramwajowej na trolejbusową, Grimsby Corporation odwzajemni się, umożliwiając dalsze działanie linii. Obie strony były gotowe do działania do 1935 r., gdy firma Great Grimsby Street Tramways zgodziła się sprzedać pozostałą część systemu tramwajowego w Cleethorpes, a po zakończeniu negocjacji Cleethorpes zapłaciło 50 000 funtów za tramwaje, podstację i zajezdnię. Transakcji dokonano 15 lipca 1936 r. Cleethorpes stało się gminą miejską w dniu 23 września 1936 r., a wydział transportu zmienił nazwę na Cleethorpes Corporation Transport.
Grimsby przekształciło swoją część trasy pod koniec 1936 r. i 22 listopada trolejbusy zaczęły kursować do granicy gminy na Park Street. Przez następne osiem miesięcy część trasy w Grimsby była obsługiwana zarówno przez trolejbusy, jak i tramwaje kursujące na tym samym odcinku. W międzyczasie Cleethorpes przebudowywało sieć trakcyjną i przedłużało ją od pętli tramwajowej Kingsway do nowego ronda przy Bathing Pool nad brzegiem morza. Trolejbusy zastąpiły tramwaje 18 lipca 1937 r. Na otwarcie systemu nowy dział transportu zakupił od Associated Equipment Company (AEC) dziesięć dwuosiowych trolejbusów z tylnym wejściem, a rok później uzupełniono je o trzy kolejne.
Będąc miastem nadmorskim, Cleethorpes odnotowało zmniejszenie liczby przewożonych pasażerów podczas II wojny światowej, podczas gdy w wielu miastach odnotowano wzrost ruchu, ale nie były one w stanie kupić dodatkowych pojazdów, ponieważ większość producentów była zaangażowana w produkcję sprzętu i pojazdów na potrzeby wojska. Z tego powodu Cleethorpes sprzedało cztery swoje trolejbusy miastu Nottingham w 1940 r., gdzie służyły do 1952 r. Liczba pasażerów wzrosła po zakończeniu działań wojennych, więc Cleethorpes zakupiło cztery trolejbusy od British United Traction w 1950 r. i dwa od Crossley Motors w 1951 r.
Pomysł połączenia wydziałów transportu Grimsby i Cleethorpes pojawił się po raz pierwszy w 1938 r., ale nie zaowocował podjęciem żadnych działań. Poważne dyskusje rozpoczęły się ponownie w 1953 r. i po wielu miesiącach negocjacji osiągnięto porozumienie. Utworzono Wspólny Komitet ds. Transportu Grimsby-Cleethorpes (Cleethorpes Joint Transport Committee), który od 1 stycznia 1957 r. przejął obsługę obu systemów trolejbusowych. Oba wydziały wniosły także do nowej spółki pewną liczbę autobusów. Pojazdy zostały pomalowane na nowy niebiesko-kremowy kolor, zastępując bordowo-kremowe malowanie Grimsby oraz niebiesko-szare Cleethorpes. Wszystkie pozostałe pojazdy przeniesiono do zajezdni przy Victoria Road w Grimsby, co umożliwiło zamknięcie zajezdni przy Pelham Road w Cleethorpes w dniu 2 marca 1957 r. Wspólne przedsięwzięcie było krótkotrwałe, gdyż w 1958 r. zlikwidowano kursy trolejbusów w niedziele, a w październiku 1959 r. sporządzono raport sugerujący całkowite zamknięcie systemu. Decyzję zatwierdzono w listopadzie, a ostatnim dniem kursowania trolejbusów był 4 czerwca 1960 r.
Wszystkie powojenne trolejbusy z Cleethorpes zostały sprzedane do miasta Walsall, gdzie służyły do 1970 r., kiedy to także i w tym mieście system został zamknięty. Dwa z pojazdów zachowały się i stanowią część kolekcji Trolleybus Museum at Sandtoft.

## Tabor
W celu otwarcia systemu w Cleethorpes, w 1937 r. zakupiono od Associated Equipment Company dziesięć trolejbusów. Zostały wyposażone w osprzęt firmy English Electric i 56-miejscowe nadwozie firmy Park Royal Vehicles z zachodniego Londynu. W 1938 r. otrzymano trzy kolejne pojazdy tej samej konstrukcji. Kiedy podczas II wojny światowej spadł poziom ruchu drogowego, w 1940 roku sprzedano Nottingham cztery najnowsze pojazdy o numerach od 59 do 62. Po wojnie flotę uzupełniło sześć kolejnych pojazdów, cztery od British United Traction, pozyskane w 1950 r. i dwa od Crossley Motors z Manchesteru, zakupione w 1951 r. Były to dwa ostatnie trolejbusy wyprodukowane przez Crossley, ponieważ wkrótce potem zakłady wpadły w problemy finansowe i zaprzestały sprzedaży pojazdów. Były to także jedyne trolejbusy Crossley, które kiedykolwiek kursowały po sieci więcej niż jednego operatora, będąc kolejno własnością Cleethorpes Corporation Transport, Grimsby-Cleethorpes Transport, Walsall Corporation Transport i West Midlands Passenger Transport Executive.
| Numery taborowe | Typ      | Początek eksploatacji | Koniec eksploatacji | Podwozie        | Wyposażenie elektryczne | Nadwozie   | Uwagi                      |
| --------------- | -------- | --------------------- | ------------------- | --------------- | ----------------------- | ---------- | -------------------------- |
| 50–59           | 2-osiowe | 1937                  | 1954–60             | AEC 661T        | English Electric        | Park Royal | 59 sprzedany do Nottingham |
| 60–62           | 2-osiowe | 1938                  | 1954–60             | AEC 661T        | English Electric        | Park Royal | sprzedane do Nottingham    |
| 59–62           | 2-osiowe | 1950                  | 1960                | BUT 9611T       | MetroVick               | NCB        | sprzedane do Walsall       |
| 63–64           | 2-osiowe | 1951                  | 1960                | Crossley Empire | MetroVick               | Roe        | sprzedane do Walsall       |

### Zachowane trolejbusy

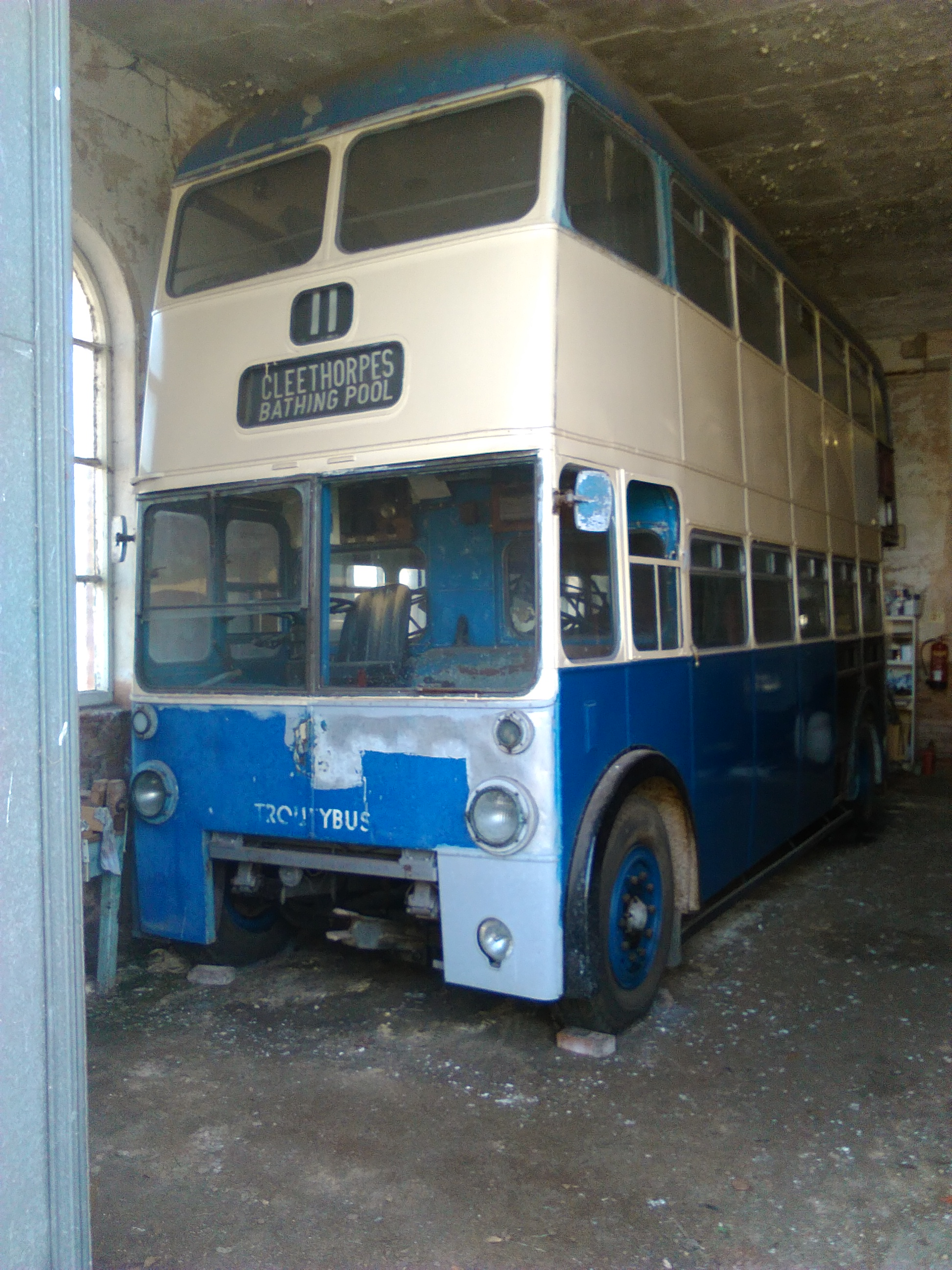
Trolejbus nr 159 w trakcie renowacji w Westgate Chapel w Belton w 2019 r.

Zachowały się dwa trolejbusy z Grimsby i Cleethorpes.
- Trolejbus nr 154 był jednym z pojazdów zakupionych od AEC przez Cleethorpes. W 1940 r. sprzedano kilka nowszych trolejbusów do Nottingham. Trzy starsze w 1957 r. wniesiono do nowo powstałej spółki. Trolejbus nr 154 przetrwał tylko rok i został sprzedany handlarzowi złomem w 1958 r., ale został uratowany w 1968 r. i przeniesiony do muzeum w Sandtoft w 1971 r. Muzeum zakupiło go w 1975 r. i zamierza przywrócić mu wygląd z 1957 r. z barwami Cleethorpes[17].
- Trolejbus nr 159 był również pojazdem z Cleethorpes i był jednym z czterech zakupionych w 1950 r., które zostały wyposażone w nadwozie firmy Northern Coach Builders. Wszystkie przetrwały do zamknięcia systemu, a następnie zostały sprzedane do Walsall. Trzy z nich zostały wydłużone i otrzymały przednie wejścia, ale nr 159 pozostał w pierwotnym stanie. W 1969 r. stał się własnością West Midlands Passenger Transport Executive i został sprzedany w celu jego zachowania w marcu 1970 r. Wrócił do Walsall na ostatni dzień kursowania trolejbusów 3 października 1970 r., a później w październiku został przeniesiony do muzeum Sandtoft. Został sprzedany muzeum i obecnie nie jest wystawiany publicznie, ponieważ jest przechowywany w Westgate w pobliskim Belton. Muzeum planuje go odrestaurować i przywrócić mu barwy Grimsby-Cleethorpes[18].